# Planet Zoo
Planet Zoo — це відеогра, розроблена та опублікована Frontier Developments для Microsoft Windows. Гра є "духовним нащадком" Zoo Tycoon, з геймплеєм, подібним до варіанту тематичного парку студії, Planet Coaster. Дата виходу гри — 5 листопада 2019 року.

## Ігровий процес
Planet Zoo — це послідовник гри Zoo Tycoon, з геймплеєм, подібним до варіанту тематичного парку студії, Planet Coaster. Гравці зможуть створити зоопарк у кількості понад 50 тварин. Тварини, контрольовані штучним інтелектом, поводяться аналогічно своїм колегам у реальному житті. Наприклад, вовки отримали ментальність зграї. У кожного виду будуть свої вимоги та потреби, які повинні задовольнити гравці. У грі також є режим історії. У кожної тварини є свій геном, який можна змінити, щоб змінити її тривалість життя, розмір, здоров'я та фертильність. У грі також є система розведення, й інбридинг матиме негативні наслідки для здоров’я тварин.

## Розробка
Ранні чутки, розповсюджені після того, як Frontier Developments в квітні 2017 року зареєстрував торгову марку для нової відеоігри під назвою "Planet Safari".